# Ruda Kozielska
Ruda Kozielska (deutsch Klein Rauden) ist ein Dorf in der Gmina Kuźnia Raciborska im Powiat Raciborski der polnischen Woiwodschaft Schlesien. Das Dorf befindet sich mitten im Wald bei der Straße, die aus Ratiborhammer nach Groß Rauden führt.

## Ortsname
1830 hat Johann Georg Knie in seiner Arbeit Alphabetisch-Statistisch-Topographische Uebersicht aller Dörfer, Flecken, Städte und andern Orte der Königl. Preuß. Provinz Schlesien mit zwei Namen benannt. Es war der deutsche Name Klein Rauden aber auch der polnische Name Kozelska Ruda.

## Geschichte
Klein Rauden wurde 1258 durch Zisterzienser gestiftet. 1861 waren es im Dorf 103 Häuser mit 490 Einwohnern. Im Dorf gab es auch eine Mühle, Quid ad te. Zu Klein Rauden gehörte auch die Försterloge Wildeck.